# Carolus Lindberg
Carolus Lindberg, född 5 november 1889 i Helsingfors, död där 10 maj 1955, var en finländsk arkitekt.
Lindberg tog examen vid Tekniska högskolan i Helsingfors 1914 och blev 1919, som den förste arkitekt i Finland, teknologie doktor på en avhandling om teglets användning i Finlands medeltidskyrkor.
Han var professor i finländsk och nordisk arkitektur samt ornamentik vid Tekniska Högskolan i Helsingfors 1924–1955. Från 1925 hade han en egen arkitektbyrå i Helsingfors och var framför allt verksam på stadsplanekonstens område. Han utgav Byggnadskonsten (1927).
1912 var han kortvarigt ordförande för Finlands Bollförbund. Han var även en uppskattad skämttecknare och bokillustratör under signaturen Cara L.